# Sarah Jaffe
Sarah Jaffe (Denton, 29 gennaio 1986) è una cantautrice statunitense.
Ha iniziato ad esibirsi sulla scena texana; il suo EP d'esordio autoprodotto Even Born Again ha attirato l'attenzione della stampa statunitense ed inglese, nel 2013 collabora con Eminem al brano "Bad Guy". Ha poi inciso cinque LP con la Kirtland Records.

## Discografia
- Even Born Again, EP autoprodotto (2008)
- Suburban Nature, Kirtland Records (2010)
- Even Born Again, Kirtland Records (2011)
- The Way Sound Leaves a Room, Kirtland Records (2011)
- The body Wins, Kirtland Records (2012)
- Don't Disconnect, Kirtland Records (2014)
- Bad Baby, Kirtland Records (2017)